# Чейси Эванс
Чейси Эванс (англ. Chayse Evans) — сценический псевдоним американской порноактрисы.
Эванс родилась 2 августа 1986 года. До прихода в порноиндустрию в 2007 году она работала официанткой и стриптизёршей.
Снялась в почти 150 порнофильмах. В 2009 году впервые снялась в сцене с анальным сексом в фильме Pretty Sloppy студии Evil Angel.

## Премии и номинации
- номинация на 2009 XBIZ Award — Лучшая новая старлетка[2]
- номинация на 2009 FAME Award — Favorite Female Rookie[3]
- номинация на 2009 AVN Award — Лучшая новая старлетка[4]
- номинация на 2010 AVN Award — Исполнительница года[5]
- номинация на 2010 AVN Award — Лучшая сцена секса от первого лица — Full Streams Ahead 2[5]
- номинация на 2010 AVN Award — Лучшая сцена анального секса — Evil Anal 10[5]
- номинация на 2011 AVN Award — Лучшая сцена группового секса — Malice in Lalaland[6]